# Chau＃/我 I Need You
「Chau#/我 I Need You」 是Hey!Say!JUMP的第14张单曲。於2015年4月29日由J Storm发售。

## 概要
与前作「Weekender/向明天的YELL」相隔約8個月後發售。是2015年首張發售的单曲。亦是繼前作「Weekender/向明天的YELL」再次發售的雙面單曲。
分为初回限定盘、通常盤/首壓、通常盘3种形式发售。
标题曲「Chau#」是Bourbon「ALMOND CARAMEL POPCORN」的廣告歌曲,全體成員均有參與廣告拍攝。而「我 I Need You」則是成員們出演的綜藝節目「Little Tokyo Live」的片尾曲。

## 收录曲目

### 初回限定盘

#### CD
1. Chau#
作詞：藤林聖子、作曲、編曲：岩崎貴文
2. 我 I Need You
作詞、作曲、編曲：中村瑛彦

#### DVD
1. Chau#（音乐影片+Making映像）

### 通常盤/首壓

#### CD
1. Chau#
2. 我 I Need You
3. スルー - Hey! Say! BEST
作詞：Vandrythem、作曲：DAICHI、Koudaiii、編曲：Shunsuke Harada
4. KAZEKAORU - Hey! Say! 7
作詞：ムラヤ＝コエニギー、作曲：野村陽一郎、編曲：石塚知生
5. Chau#（Instrumental）
6. 我 I Need You（Instrumental）
7. スルー（Instrumental）
8. KAZEKAORU（Instrumental）

#### DVD
1. 特典影像『ジャンジャン答えて!! ジャン! ジャン! JUMQ』
第一屆 Hey! Say! JUMP 猜謎大會

### 通常盘

#### CD
1. Chau#
2. 我 I Need You
3. スルー - Hey! Say! BEST
作詞：Vandrythem、作曲：DAICHI、Koudaiii、編曲：Shunsuke Harada
4. KAZEKAORU - Hey! Say! 7
作詞：ムラヤ＝コエニギー、作曲：野村陽一郎、編曲：石塚知生
5. Chau#（Instrumental）
6. 我 I Need You（Instrumental）
7. スルー（Instrumental）
8. KAZEKAORU（Instrumental）